# آرتورو روئیس کاستی‌یو
آرتورو روئیس کاستی‌یو (اسپانیایی: Arturo Ruiz Castillo‎؛ ۹ دسامبر ۱۹۱۰ – ۱۸ ژوئن ۱۹۹۴) نویسنده و کارگردان فیلم اهل اسپانیا بود.
از فیلم‌ها یا مجموعه‌های تلویزیونی که وی در آن‌ها نقش داشته است می‌توان به دو مسیر اشاره نمود.